# Ficus citrifolia
Ficus citrifolia és una espècie perennifòlia del gènere de les figues, nadiua d'Amèrica.

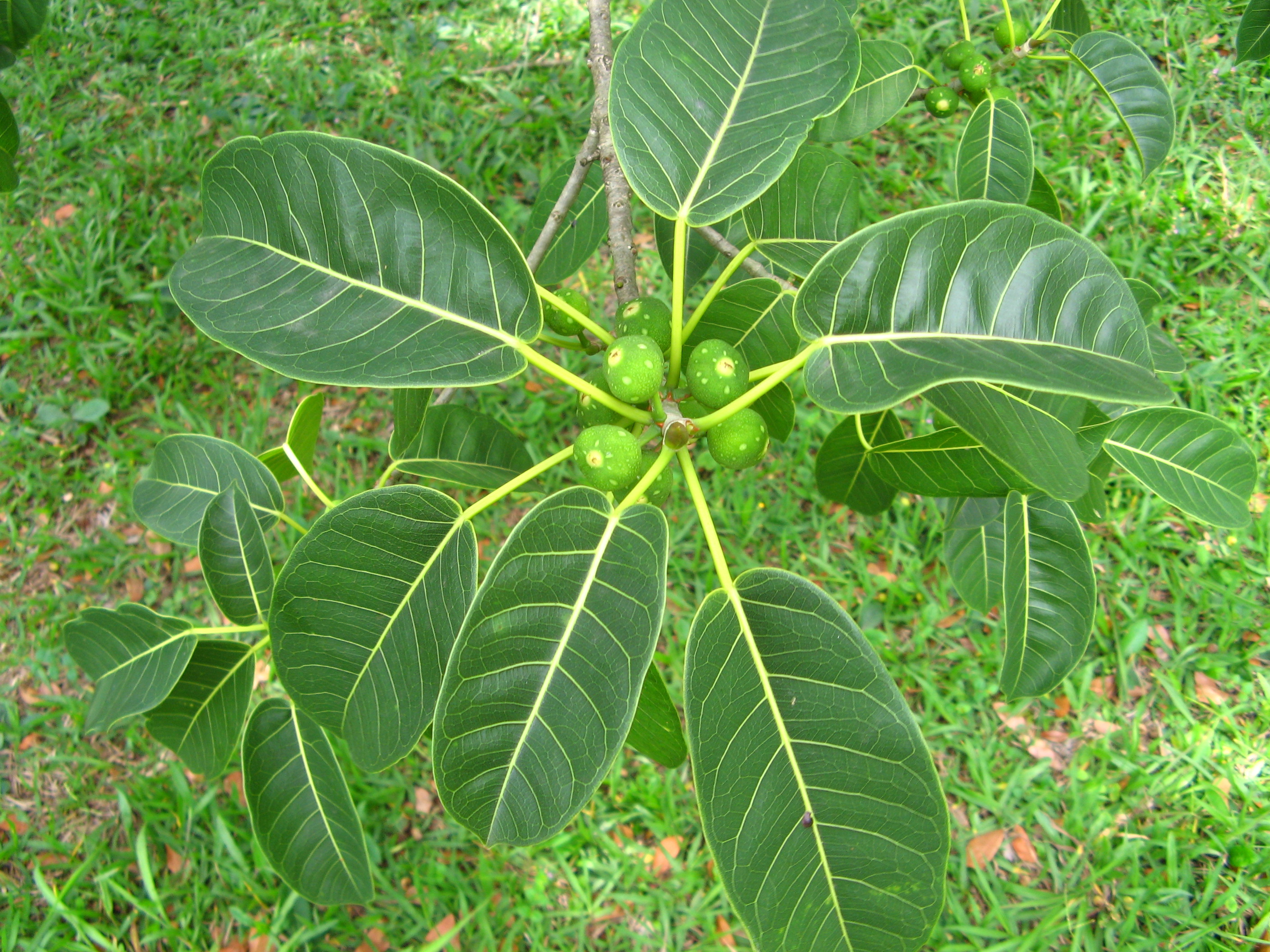
Fulles i llavors, São Paulo, Brasil

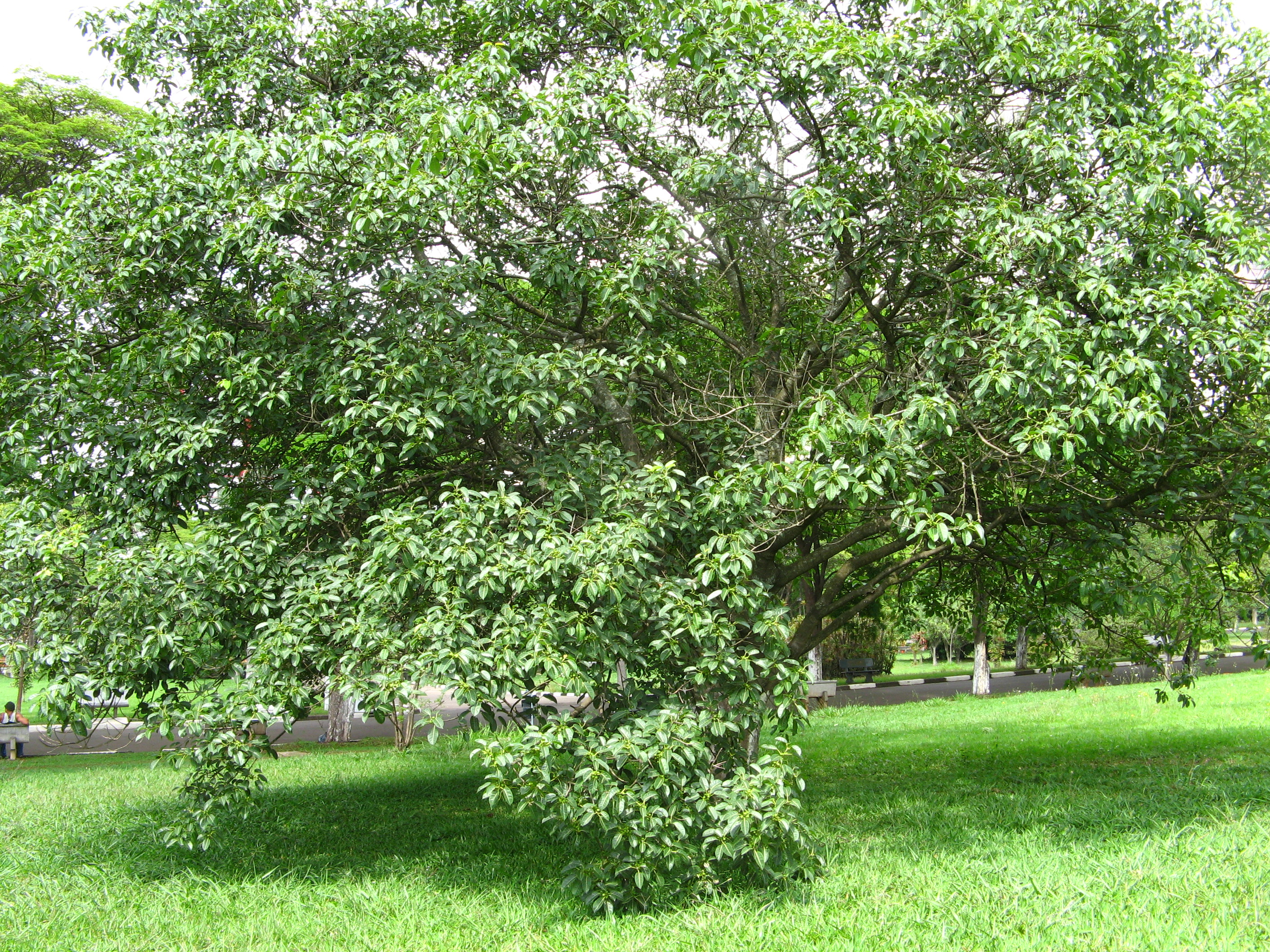
Detall del fullatge

## Descripció
Són arbres o arbusts que arriben fins a 17 m d'alt, i s'inicien com a epífits però esdevenen arbres independents; branques joves glabres, cafégroguenques a cafè, amb una epidermis exfoliant roja. Fulles oblongues, de 12–22 cm de llarg i 4,5–9 cm d'ample, acuminades en l'àpex, subcordades, arredonides a atenuades a la base, glabres, llises, rígidament cartàcies i café fosques quan són seques, amb 8–13 parells de nervis secundaris, enllaçats i formant un nervi col·lector submarginal; nervis terciaris diferents; pecíols de 2–8 cm de llarg, glabres, estípules d'1–1,5 cm de llarg, glabres. Figues: 2 per nus, globoses, d'1–1,5 cm de diàmetre, glabres, verdes, ostíol lleument prominent i fosc, peduncles de 5–10 mm de llarg, glabres, bràctees basals: 2, de 2 mm de llarg, glabres.

## Distribució i hàbitat
És una espècie comuna; es troba als boscs sempre verds, de la zona atlàntica; a una altitud de 0–800 m, des dels Estats Units (sud de Florida), Mèxic, al Paraguai.

## Ecologia
Els nous arbres comencen la vida com un epífit, una estratègia que els permet evitar la competència per la llum i la terra. F. citrifolia comunament ataca palmeres, xiprer calb, roures i altres arbres, escanyant-los a mesura que creix.
Ficus citrifolia es troba sota una forta pressió selectiva per florir i donar fruit durant tot l'any a causa de la seua relació mutualista amb el seu pol·linitzador, la vespa agaònida, que té una relació simbiòtica amb les figues tal que una espècie determinada agaònida actua com a pol·linitzadora d'una sola espècie de figa, i una espècie de figuera és pol·linitzada per una sola espècie de vespa. F. citrifolia és pol·linitzada per P. assuetus. Després de la pol·linització, les figues maduren aviat. És molt prolífic: un sol arbre pot produir fins a 1.000.000 de fruits amb un diàmetre d'1-2,5 cm. El fruit de F. citrifolia tendeix a tenir un efecte purgant en els sistemes digestius de molts animals; les fruites madures es mengen i les llavors s'estenen àmpliament per l'excrement.
Els invertebrats dins de F. citrifolia al sud de Florida inclou una vespa pol·linitzadora, P. assuetus, fins a vuit o més espècies de vespes no pol·linitzadores, un nematode paràsit de plantes transportat pel pol·linitzador, un nematode paràsit que ataca la vespa pol·linitzadora, àcars, un mosquit, i un escarabat depredador els adults del qual i larves s'alimenten de vespes. El nematode Schistonchus laevigatus (Aphelenchoididae) és un paràsit de plantes associat al pol·linitzador Pegoscapus assuetus i F. citrifolia. Parasitodiplogaster laevigata és un paràsit del pol·linitzador Pegoscapus assuetus. Àcars: de la família Tarsonemidae (àcar) han estat reconeguts en el syconia de F. aurea i F. citrifolia, però no han estat identificats, ni tan sols a nivell de gènere, i el seu comportament no ha estat descrit. Els mosquits: Ficiomyia perarticulata (Cecidomyiidae) oviposita en les parets de F. citrifolia, i les larves indueixen la planta a formar agalles. L'escarabat Rove (Charoxus spinifer) és un escarabat Coleoptera Staphylinidae, els adults del qual entren en l'etapa tardana en F. aurea i F. citrifolia. Els adults mengen vespes; les larves es desenvolupen dins de la syconia i s'alimenten de vespes, llavors pupes en el terra.

## Les espècies clau
Ficus citrifolia es considera una espècie tropical clau. Les figues són un component important de la dieta de més espècies d'animals que qualsevol altra fruita tropical perenne. Les fruites alimenten durant tot l'any molts primats, aus i altres espècies, que s'alimenten exclusivament de figues durant les estacions escasses en altres fruites. A més, el tronc nuós, buit i enreixat d'aquest arbre, proporciona una llar a milers d'invertebrats, rosegadors, ratapinyades, aus i rèptils.

## Història
Hi ha la teoria que el nom portugués de F. citrifolia, "os Barbados", donà a Barbados el seu nom. Apareix en l'escut d'armes de Barbados.

## Taxonomia
Ficus citrifolia fou descrita per Philip Miller i publicada en The Gardeners Dictionary, eighth edition núm. 10. 1768.
Etimologia

Ficus: nom genèric que deriva del nom donat en llatí a la figa.
citrifolia: epítet llatí que significa 'amb les fulles de Citrus'.
Sinonímia

- Caprificus gigantea (Kunth) Gasp.
- Ficus antimanensis Pittier
- Ficus botryapioides Kunth & C. D. Bouché
- Ficus brevifolia Nutt.
- Ficus caribaea Jacq.
- Ficus catesbaei Steud.
- Ficus eximia var. cubensis Miq.
- Ficus eximia f. paraguariensis Hassl.
- Ficus foveata Pittier
- Ficus foveolata Pittier ExTamayo
- Ficus gentlei Lundell
- Ficus gigantea Kunth
- Ficus guanarensis Pittier
- Ficus guaranitica Chodat
- Ficus laevigata Vahl
- Ficus lentiginosa Vahl
- Ficus oblongata Link
- Ficus pedunculata Aiton
- Ficus populifolia Desf.
- Ficus populnea Willd.
- Ficus populoides Warb.
- Ficus portoricensis Urb.
- Ficus pyrifolia Desf.
- Ficus rectinervis Warb.
- Ficus rubrinervis Link
- Ficus sancti-crucis (Liebm.) Miq.
- Ficus syringifolia Kunth & C. D. Bouché
- Ficus thomaea Miq.
- Ficus turbinata Pittier
- Oluntos laevigata (Vahl) Raf.
- Urostigma botryapioides (Kunth & C. D. Bouché) Miq.
- Urostigma giganteum (Kunth) Miq.
- Urostigma laevigatum (Vahl) Miq.
- Urostigma lentiginosum (Vahl) Liebm.
- Urostigma pedunculatum (Aiton) Miq.
- Urostigma populneum (Willd.) Miq.
- Urostigma sancti-crucis Liebm.
- Urostigma syringifolium (Kunth & C. D. Bouché) Miq.[14]